# 奧伯拉丁的回歸
《奧伯拉丁的回歸》是一款由美國遊戲設計師盧卡斯·波普領導的日本公司3909 LLC開發並發行的邏輯益智冒險遊戲，於2018年10月18日發售，這也是波普繼2013年的《請出示文件》後第二款商業遊戲。
故事的舞台設在19世紀初的虛構不列顛東印度公司鬼船「奧伯拉丁號」上，玩家是調查船員全數死亡或失蹤一事的代理人，他需要用演繹推理和「記憶剖析懷錶」的組合重返到船員死亡的一刻，從以確定六十位船員的身份、死因或凶手的姓名。
《奧伯拉丁的回歸》在發佈後獲得高度的評價，主要集中在遊戲設計、藝術風格和敘事方面，也因如此入圍多個獎項，其中捧走2018年遊戲大獎最佳美術指導、遊戲開發者選擇獎最佳敘事以及英国学院游戏奖的最佳遊戲設計和藝術成就獎。

## 遊戲玩法
在《奧伯拉丁的回歸》中，玩家會飾演1807年的一位不列顛東印度公司總部的賠償理算員，「奧伯拉丁號」則是由該公司投保的船隻，於1803年在好望角附近航行時失蹤，後來漂流至法爾茅斯時其上的60名船員已全數身亡或失蹤。玩家的任務是要知悉所有船員的命運，包括他們的名字、逝世地點和死因，若查到是被殺的，則要確定兇手和案發地點。

玩家角色在使用「記憶剖析懷錶」以調查其中一位船員的死因

遊戲採用第一人稱視角，搭配早期家用電腦（如麥金塔）上模擬陰影和顏色的單色抖動方法，來讓玩家採索「奧伯拉丁號」 。為了幫助完成任務，系統會給予玩家一本日誌和「記憶剖析懷錶」，前者包括所有船員的畫像、名冊和船舶佈局的圖紙，後者會在遇到船上的屍體時激活，然後它會播放該人生前最後說過的東西，同時周圍空間的時間會凍結起來，以便玩家確定各種事情，例如有什麼人在場。一旦玩家完成該屍體的偵查後，日誌便會自動填寫其中的細節（諸如死亡地點、在場船員的特徵，以及在死亡一刻時聽到的對話），以便玩家將這些訊息與之前得到的訊息整合。在某些情況下，「記憶剖析懷錶」會在玩家偵查時揭示另一個角色的死亡，並引導玩家到達該屍體所在的位置，然後再重複調查過程。在解決某個區域所有死者的謎團前，船舶的某些地方是不能探勘的。玩家可以隨時查看這些記憶，以防之後有可能遺漏任何新線索。
歸根究底，《奧伯拉丁的回歸》是一款需要以演繹推理的方式，查明每位船員命運的邏輯益智遊戲，玩家在遊戲的最後要在預定義的動詞列表中選出各船員的死法，由於某些死亡場景在視覺上十分模糊的關係，系統會在合理的範圍內接受玩家給出的「錯誤報告」。當玩家正確認出任何三個人的死亡原因和姓名時，系統會向玩家確認這些信息，進而鎖定這些選項並有效降低謎團的複雜性。《奧伯拉丁的回歸》沒有提供關於各船員的死法或身份的明確線索，因此玩家要通過排除法來縮小可能性。玩家亦可在獲得更多信息的同時更改自己的猜測，當所有船員的命運都被解開時，遊戲便會結束。

## 開發

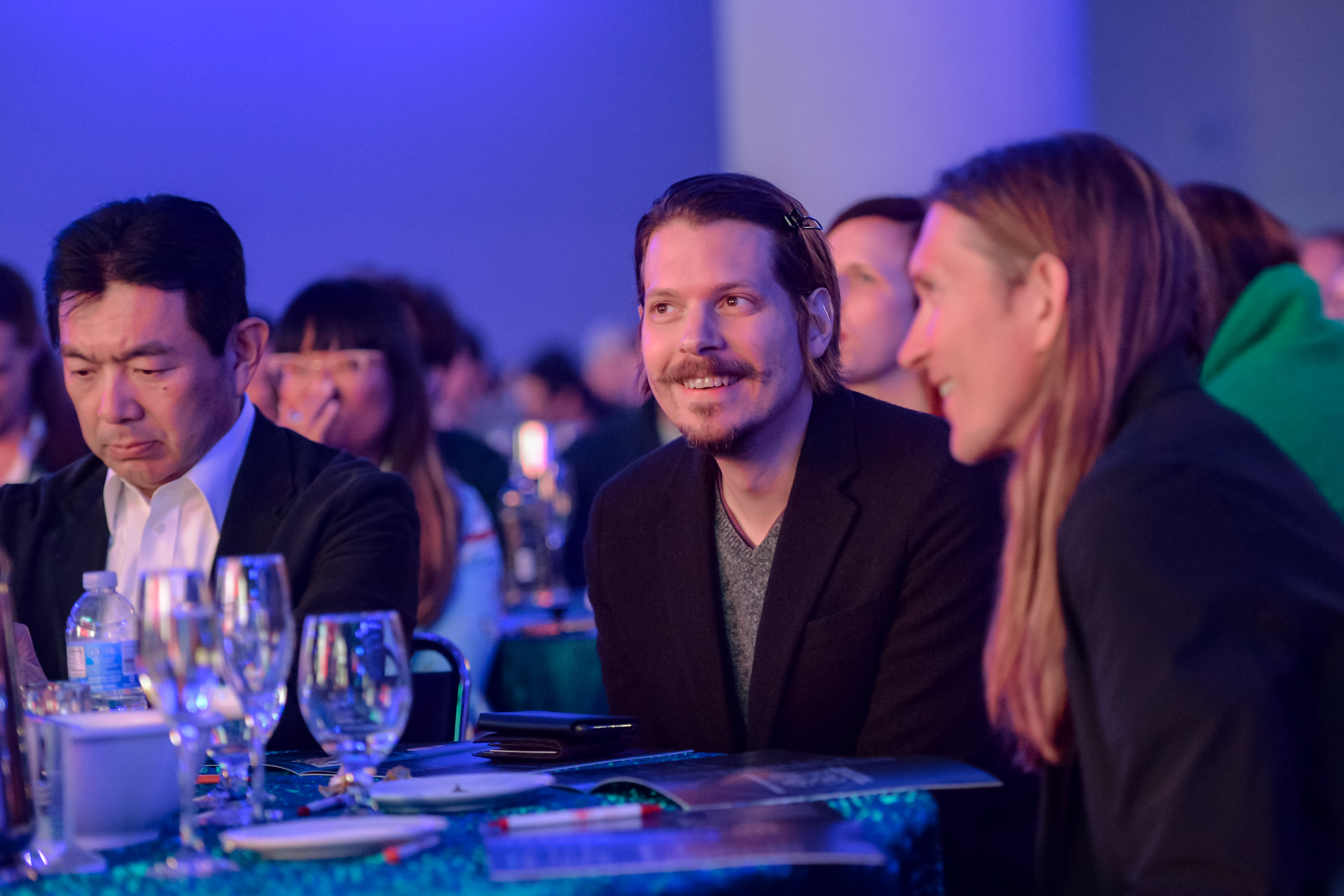
在2019年GDC遊戲開發者選擇獎頒發典禮上的盧卡斯·波普

在他的職業生涯裡，《奧伯拉丁的回歸》的設計師盧卡斯·波普曾多次對早期麥金塔遊戲使用的低像素畫質表示讚賞。《請出示文件》發行後，他便想開發出一款以低像素畫質為賣點，務求為玩家帶來新視覺體驗的遊戲，此想法致使其開發一種能讓玩家在3D空間中移動的遊戲引擎，但其後因為Unity已能呈現的關係而放棄。波普在開發《奧伯拉丁的回歸》的初期面臨著多個問題，他希望確保即使從多個角度，也可以清晰可見地看到低像素的內容，然而某些物件始終難以被渲染。另外，波普亦發現雖然低像素畫質在屏幕顯示時運作正常，但在全屏分辨率下玩家會開始感到頭暈。他最後無可奈何地要修改渲染的例行程式，並為抖動程式建立一個等同於動態模糊的程式碼以緩和多餘的移動。波普曾一度考慮為《奧伯拉丁的回歸》添加渲染效果，讓它看起來就像是在陰極射線管屏幕上顯示一樣，然而他最後沒有付諸行動，原因是此舉可能會使遊戲偏離他想要的美學。
因著《奧伯拉丁的回歸》風格較為復古的關係，波普也把自己的開發思路調回至仍用陰極射線管螢幕的年代，以確保製作出符合標準的遊戲。他最初是要讓玩家角色反復死亡，然後玩家會看到船員們死亡前的場景，再在船員死亡前的一分鐘回到現實，以重現案發現場。然而波普發現這在技術上難以做到，取而代之的是凍結時間並閃回至死亡場景時的想法。這想法最後成就了《奧伯拉丁的回歸》的敘事方式，一個通過船員的死亡時刻，解釋他們所有人的死亡和失蹤的挑戰性故事。隨後波普亦為遊戲加入了玩家將攜帶日誌，和與東印度公司的真實做法一樣的紀錄船員姓名的元素。
《奧伯拉丁的回歸》的敘事環節是花費最多時間開發的部分。在完成《請出示文件》後，波普在2014年打趣道下一部作品將在當年或下一年發布。但與之相反的是，《奧伯拉丁的回歸》的故事和遊戲元素需要約兩年時間開發，且要求波普學習Maya的程式碼。他在兩年後的遊戲開發者大會給出一個有限度的免費演示，其只有六個角色供玩家推測，且發現的死亡場景都是隨時間推移的，但其餘機制仍然可見。該演示得到非常積極的反饋，也因如此波普開始擴充遊戲的故事，原因是其必須確保在一瞬即逝的死亡點中向玩家傳達足夠的信息。他在《奧伯拉丁的回歸》中創建了自己的電子試算表，以將所有角色和他們的命運聯繫在一起，並確保玩家能夠追尋這些線索，以發現某些角色的死法。最後，波普為某些有需要的場景創建對話元素，並聘請英國的配音員來配音，以模仿19世紀的口音。
隨著故事越趨完整，波普在2016年11月的PAX Australia上釋出新的演示，這次有十三個角色可供偵查，比上次演示多了七個。但與上次不同的是這次演示的死亡事件採取了非線性的設計，也因此讓遊玩的玩家感到疑惑。波普意識到這種設計會隨著加入越多角色變得越糟，之後他通過把故事分解成入十個事件，以此作為一定數量的死亡場景的催化劑，讓玩家得以更容易消化《奧伯拉丁的回歸》的故事和信息。此舉也使各大死亡事件成功融入進遊戲的時間線內，並進一步發展出《奧伯拉丁的回歸》的日誌系統。隨著日誌變成遊戲的其中一個關鍵機制，波普亦開始著手使日誌易於閱讀且無須遊戲教程，同時也要在主機和個人電腦上可用的工作。
波普表示自己並不在意《奧伯拉丁的回歸》賺得多少錢，畢竟他已經從《請出示文件》中獲得一筆可觀的收入；波普接著說自己把開發遊戲當成其愛好。並希望人們喜歡他的作品，因此沒有為《奧伯拉丁的回歸》施加任何死線或營收方面的壓力。2018年10月17日，《奧伯拉丁的回歸》通過Steam、GOG.com和Humble Bundle，正式在Microsoft Windows和macOS上發行。

## 反應
| 汇总媒体   | 得分   |
| ---------- | ------ |
| Metacritic | 89/100 |

| 媒体          | 得分      |
| ------------- | --------- |
| Destructoid   | 9.5/10    |
| Eurogamer     | Essential |
| Game Informer | 8.75/10   |
| GameSpot      | 9/10      |
| IGN           | 9.2/10    |
| PC Gamer美国  | 90/100    |
| PC World      | [ 14 ]    |

《奧伯拉丁的回歸》在發佈後獲得高度的評價。在Metacritic上，其根據34條評論獲得89/100分，屬「大致正面評價」級別。
IGN的湯姆·馬克斯（Tom Marks）給予《奧伯拉丁的回歸》9.2/10分，他形容其是一款具挑戰性的偵探遊戲，且與《巫師3：狂獵》的假調查不同的是，該作能夠讓你像真正的偵探一樣尋找線索和答案，即使其「抖動」式的畫風使得有時候難以看清某些物品，但總括來說影響不大。GameSpot的大衛·懷爾德古斯（David Wildgoose）為《奧伯拉丁的回歸》打出9/10分，他指該作擁有精湛的互聯故事和謎題設計，令人驚豔的黑白效果更是增添了不少神秘感。Game Informer的哈維·格沃爾特尼（Javy Gwaltney）則為《奧伯拉丁的回歸》給出8.75/10分，他讚揚波普繼《請出示文件》後又再開發出一款出色作品，其單色調和線條藝術的結合在視覺上更是賞心悅目，而夢幻般的管弦樂配樂也加大了各場景的氛圍，但可惜的是需要時間去掌握時間旅行和調查的機制，且重玩性不高。另外，一些網站亦將《奧伯拉丁的回歸》拿來與《她的故事》作比較，指出兩者有許多相似的地方。
Polygon、GameSpot、《紐約客》、《每日電訊報》、《USGamer》和《The Escapist》
等電子遊戲媒體都把《奧伯拉丁的回歸》列為2018年最佳遊戲之一。
| 年份 | 獎項             | 類別                   | 結果 | 來源          |
| ---- | ---------------- | ---------------------- | ---- | ------------- |
| 2018 | 遊戲大獎         | 最佳獨立遊戲           | 提名 | [ 23 ] [ 24 ] |
| 2018 | 遊戲大獎         | 最佳美術指導           | 獲獎 | [ 23 ] [ 24 ] |
| 2019 | 紐約遊戲大獎     | 最佳獨立遊戲外百老匯獎 | 提名 | [ 25 ]        |
| 2019 | D.I.C.E.奖       | 年度遊戲               | 提名 | [ 26 ]        |
| 2019 | D.I.C.E.奖       | 年度冒險遊戲           | 提名 | [ 26 ]        |
| 2019 | D.I.C.E.奖       | 傑出遊戲設計成就       | 提名 | [ 26 ]        |
| 2019 | D.I.C.E.奖       | 傑出遊戲指導成就       | 提名 | [ 26 ]        |
| 2019 | D.I.C.E.奖       | 傑出遊戲敘事成就       | 提名 | [ 26 ]        |
| 2019 | D.I.C.E.奖       | 傑出獨立遊戲成就       | 提名 | [ 26 ]        |
| 2019 | NAVGTR獎         | 最佳益智遊戲           | 提名 | [ 27 ]        |
| 2019 | 西南偏南遊戲獎   | 最佳藝術               | 提名 | [ 28 ]        |
| 2019 | 西南偏南遊戲獎   | 最佳設計               | 提名 | [ 28 ]        |
| 2019 | 獨立遊戲節獎     | 謝默斯·麥克納利大獎    | 獲獎 | [ 29 ] [ 30 ] |
| 2019 | 獨立遊戲節獎     | 最佳視覺特效           | 提名 | [ 29 ] [ 30 ] |
| 2019 | 獨立遊戲節獎     | 最佳敘事               | 獲獎 | [ 29 ] [ 30 ] |
| 2019 | 獨立遊戲節獎     | 最佳音效               | 提名 | [ 29 ] [ 30 ] |
| 2019 | 獨立遊戲節獎     | 最佳設計               | 提名 | [ 29 ] [ 30 ] |
| 2019 | 游戏开发者选择奖 | 年度遊戲               | 提名 | [ 31 ] [ 32 ] |
| 2019 | 游戏开发者选择奖 | 最佳敘事               | 獲獎 | [ 31 ] [ 32 ] |
| 2019 | 游戏开发者选择奖 | 最佳視覺特效           | 提名 | [ 31 ] [ 32 ] |
| 2019 | 游戏开发者选择奖 | 創新獎                 | 提名 | [ 31 ] [ 32 ] |
| 2019 | 英国学院游戏奖   | 最佳遊戲               | 提名 | [ 33 ] [ 34 ] |
| 2019 | 英国学院游戏奖   | 傑出藝術成就           | 獲獎 | [ 33 ] [ 34 ] |
| 2019 | 英国学院游戏奖   | 最佳設計               | 獲獎 | [ 33 ] [ 34 ] |
| 2019 | 英国学院游戏奖   | 最佳創新               | 提名 | [ 33 ] [ 34 ] |
| 2019 | 英国学院游戏奖   | 最佳敘事               | 提名 | [ 33 ] [ 34 ] |
| 2019 | 英国学院游戏奖   | 最佳獨立遊戲           | 提名 | [ 33 ] [ 34 ] |
| 2019 | 意大利電子遊戲獎 | 最佳藝術指導           | 提名 | [ 35 ]        |
| 2019 | 意大利電子遊戲獎 | 最佳獨立遊戲           | 提名 | [ 35 ]        |

## 延伸閱讀
- Hudson, Laura. . The Verge. 2018-12-21  [2018-12-25]. （原始内容存档于2021-02-10）.

## 外部連結
- 官方网站